# ジフェニルボリン酸2-アミノエチル
ジフェニルボリン酸2-アミノエチル(2-Aminoethoxydiphenyl borate; 2-APB)は、イノシトールトリスリン酸受容体と一過性受容体電位チャネルの阻害剤である。これに加えてコネクシン26や32から成るギャップ結合を直接阻害することが知られている。またストア作動性Ca2+チャネルの機能に強く影響することが示されており、低濃度では促進し、高濃度では一過的に促進したのち阻害に転ずる。